# Sibylle Cramer

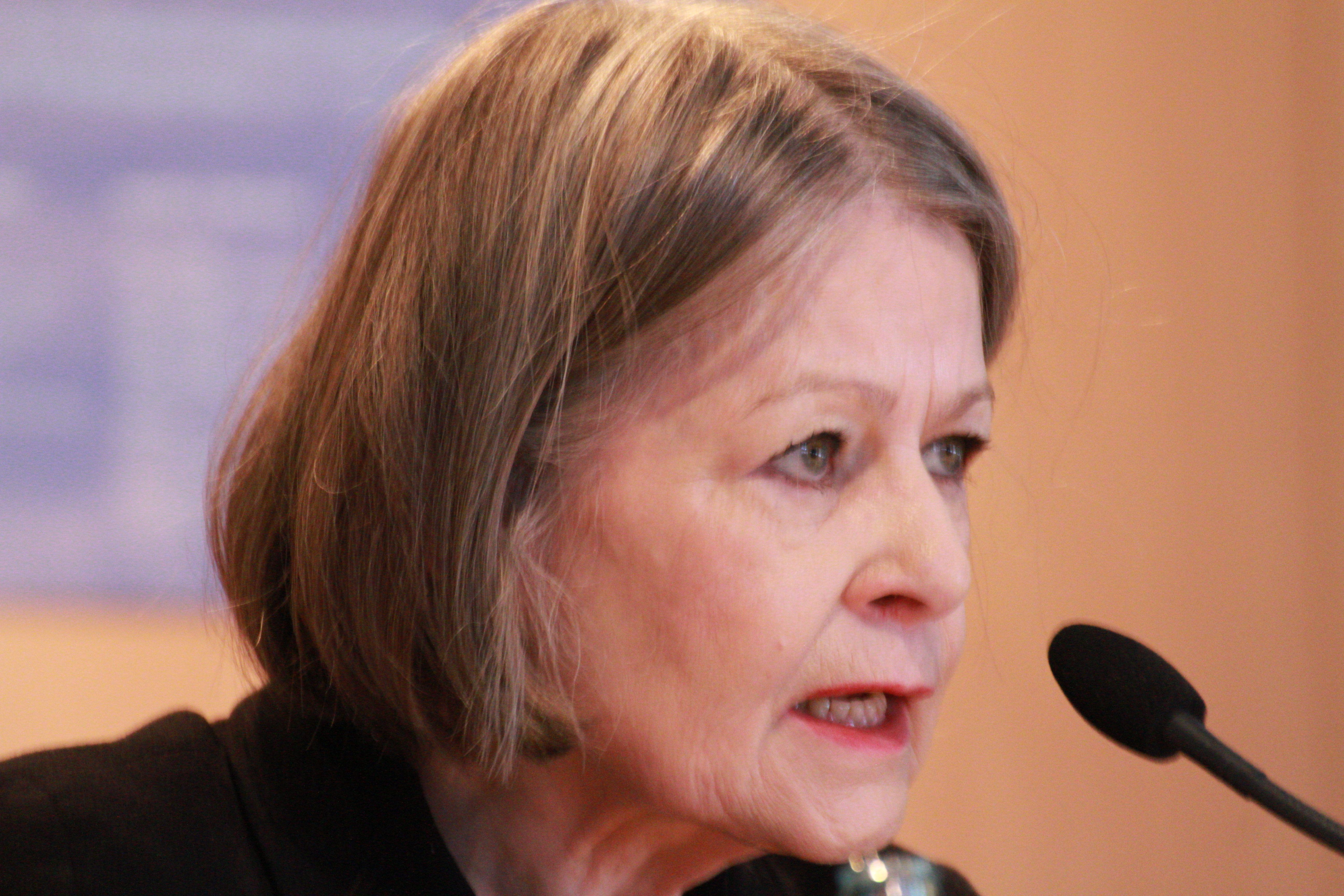
Sibylle Cramer (2015)

Sibylle Cramer (* 29. Januar 1941 in Schweidnitz, Provinz Niederschlesien; † 23. Mai 2025) war eine deutsche Literaturkritikerin und Romanistin.

## Leben
Cramer studierte Germanistik und Romanistik in Heidelberg, Berlin und München. Von 1961 bis 2015 arbeitete sie als Literaturkritikerin. Sie schrieb für die Frankfurter Rundschau, Die Zeit, Süddeutsche Zeitung und die Neue Zürcher Zeitung. Das Kritische Lexikon zur deutschsprachigen Gegenwartsliteratur gab sie 1987 in ergänzter und erweiterter Auflage heraus. Sie war Mitglied des PEN-Zentrums Deutschland. Ihr Ehemann war der Altgermanist Thomas Cramer.

## Schriften (Auswahl)
- Sibylle Cramer: Literaturkritik. In: Burckhard Dücker (Hrsg.): Machen – Erhalten – Verwalten. Aspekte einer performativen Literaturgeschichte. Wallstein, Göttingen 2016, ISBN 978-3-8353-1623-2, S. 61–68.
- Sibylle Cramer: Der Literaturpreis. In: Andreas Breitenstein (Hrsg.): Der Kulturbetrieb. Dreißig Annäherungen. Suhrkamp, Frankfurt am Main 1996, ISBN 3-518-39078-3, S. 12–15.